# 中棘鼠屬
中棘鼠屬（學名：Mesomys）是哺乳綱嚙齒目棘鼠科的一屬。其下包括四種。